# 小棕林
小棕林，又稱小棕林海灘（英文：Little Palm Beach），是香港一個海灘，位於新界西貢區清水灣半島五塊田以北，背靠上洋山，面臨牛尾海。海灘並非由政府管轄的正式泳灘，但每逢假日都有一些人帶同寵物於該處嬉水。另一方面，該海灣也是香港的其中一個熱門潛水地點，海底有小量珊瑚及海葵群。